# At Last (piosenka)
At Last – piosenka napisana w 1941 roku przez Macka Gordona oraz Harry’ego Warrena do musicalu Orchestra Wives. W filmie jako pierwszy nagrał ją Glenn Miller ze swoją orkiestrą i wokalem Raya Eberle’a oraz Pat Friday. W 1942 roku wersja ta zajęła 14. miejsce na liście Billboardu i szybko stała się standardem jazzowym. W 1957 roku „At Last” nagrał Nat King Cole i wydał na płycie Love Is the Thing, a trzy lata później własną wersję nagrała Etta James. Jej wykonanie zostało w 1999 roku wprowadzone do Grammy Hall of Fame.

## Wersja oryginalna i covery
„At Last” stał się popisowym utworem James. W kwietniu 1961 roku piosenka została jej drugim utworem numer jeden w zestawieniu R&B. Poza tym uplasowała się na 47. pozycji Billboard Hot 100. Obecnie wersja ta cieszy się popularnością w stacjach radiowych grających starsze przeboje.
Od premiery wersji oryginalnej, utwór nagrany został przez wielu artystów, wśród których byli m.in.: Miles Davis, Brenda Lee, Doris Day, Stevie Wonder, Randy Crawford, Ella Fitzgerald, Diana Krall i Lou Rawls, Jimmy Scott, Diane Schuur i B.B. King, Stevie Nicks, Eva Cassidy, Joni Mitchell, Jason Mraz, Céline Dion, The Temptations, Christina Aguilera, Cyndi Lauper, Michael Bolton, Martina McBride, Kenny G i Arturo Sandoval, Baby Washington, Ben E. King, Norah Jones, Aretha Franklin oraz Beyoncé Knowles. Wykonanie Etty Jones jest prawdopodobnie najbardziej znane i obecnie często wykorzystywane podczas ślubów ze względu na tekst oraz melodię.
W 2009 roku prezydent Barack Obama i pierwsza dama Michelle Obama tańczyli do różnych wersji „At Last” podczas każdego z 10 oficjalnych balów z okazji inauguracji. Do najsłynniejszego, pierwszego tańca, zaśpiewała im Beyoncé Knowles.
28 stycznia 2012 Christina Aguilera odśpiewała szlagier na pogrzebie Etty James. Za występ została nagrodzona owacjami na stojąco.

## Wersja Beyoncé Knowles
Własną wersję „At Last” nagrała Beyoncé Knowles, a cover ten wydany został na albumie Cadillac Records: Music From the Motion Picture. W filmie Cadillac Records Knowles wcieliła się bowiem w rolę Etty James. Beyoncé zaśpiewała „At Last” podczas pierwszego tańca amerykańskiej pary prezydenckiej na balu inauguracyjnym. James wyraziła się później na jednym z koncertów nieprzychylnie o Knowles, twierdząc, że „nie może znieść Beyoncé” oraz „ta kobieta... śpiewająca moją piosenkę, skroję jej tyłek”. Jednak później Etta wyjaśniła, że były to żarty, a ona sama zawsze miała komediowe nastawienie do wszystkiego. Przyznała jednak, że czuła żal, iż to nie ona wykonała „At Last” podczas balu.
„At Last” w wersji Knowles otrzymała nagrodę Grammy dla najlepszego tradycyjnego wokalnego wykonania R&B.

## Pozycje na listach
| Artysta         | Lista (1961)                                 | Najwyższa pozycja |
| --------------- | -------------------------------------------- | ----------------- |
| Etta James      | U.S. Billboard Hot 100                       | 47                |
| Etta James      | U.S. Billboard Hot R&B Sides                 | 2                 |
| Artysta         | Lista (2002)                                 | Najwyższa pozycja |
| Céline Dion     | U.S. Billboard Hot Adult Contemporary Tracks | 16                |
| Artysta         | Lista (2008)                                 | Najwyższa pozycja |
| Beyoncé Knowles | U.S. Billboard Hot 100                       | 67                |
| Beyoncé Knowles | U.S. Billboard Hot R&B/Hip-Hop Songs         | 79                |

## Wykorzystanie w mediach
W finałowej scenie jednego z odcinków sitcomu Egzamin z życia (The Parkers), Kim Parker (Countess Vaughn) śpiewa „At Last” podczas ślubu swojej matki Nikki Parker (Mo’Nique) ze Stanleyem Oglevee (Dorien Wilson). Tytuł tego odcinka brzmiał „At Last”.
„At Last” wykorzystana została w trailerze filmu animowanego WALL-E, a także w jednej ze scen obrazu Miasteczko Pleasantville i w serialu Simpsonowie.